# Walter Folger Brown

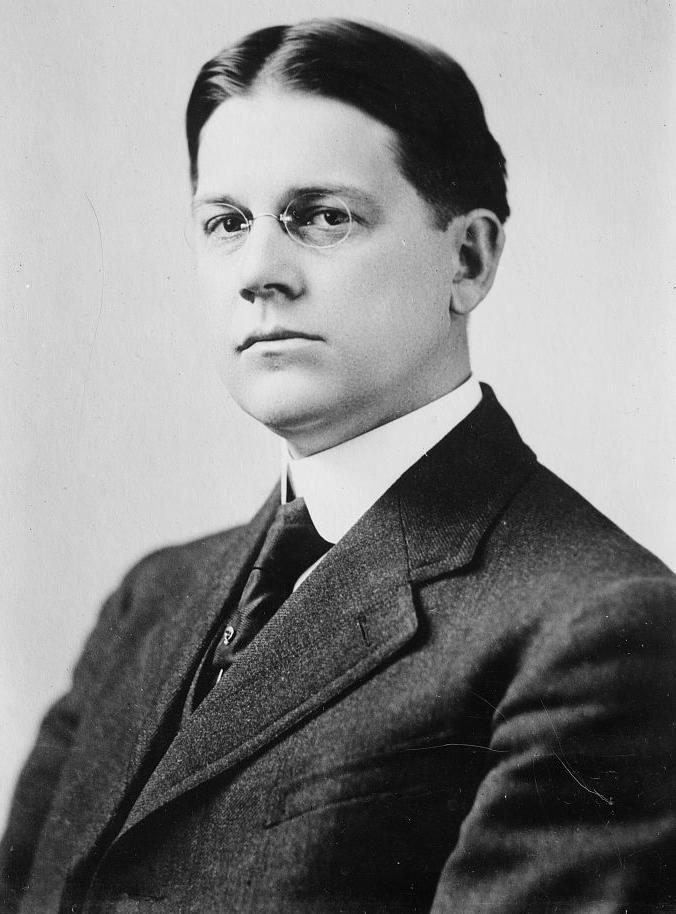
Walter Folger Brown

Walter Folger Brown (* 31. Mai 1869 in Massillon, Stark County, Ohio; † 26. Januar 1961 in Toledo, Lucas County Ohio) war ein US-amerikanischer Politiker.
Brown war der Sohn von Sohn von James Marshall und Lavinia Folger Brown. Von 1929 bis 1933 amtierte er als United States Postmaster General in der Administration von US-Präsidenten Herbert C. Hoover. Bekanntheit erlangte er durch seine Beteiligung beim Air Mail Scandal. Ferner vertrat er den Bundesstaat Ohio als Delegierter bei der Republican National Convention in den Jahren 1924, 1928, 1936, 1940 und 1944. Er war auch von 1911 bis 1961 Präsident der Toledo Humane Society.
Brown war seit dem 10. September 1903 mit Katharin Hafer (1872–1960) verheiratet. Er wurde auf dem Woodlawn Cemetery in Toledo, Ohio beigesetzt.